# Allesley
Allesley is een civil parish in het bestuurlijke gebied Coventry, in het Engelse graafschap West Midlands met 837 inwoners.

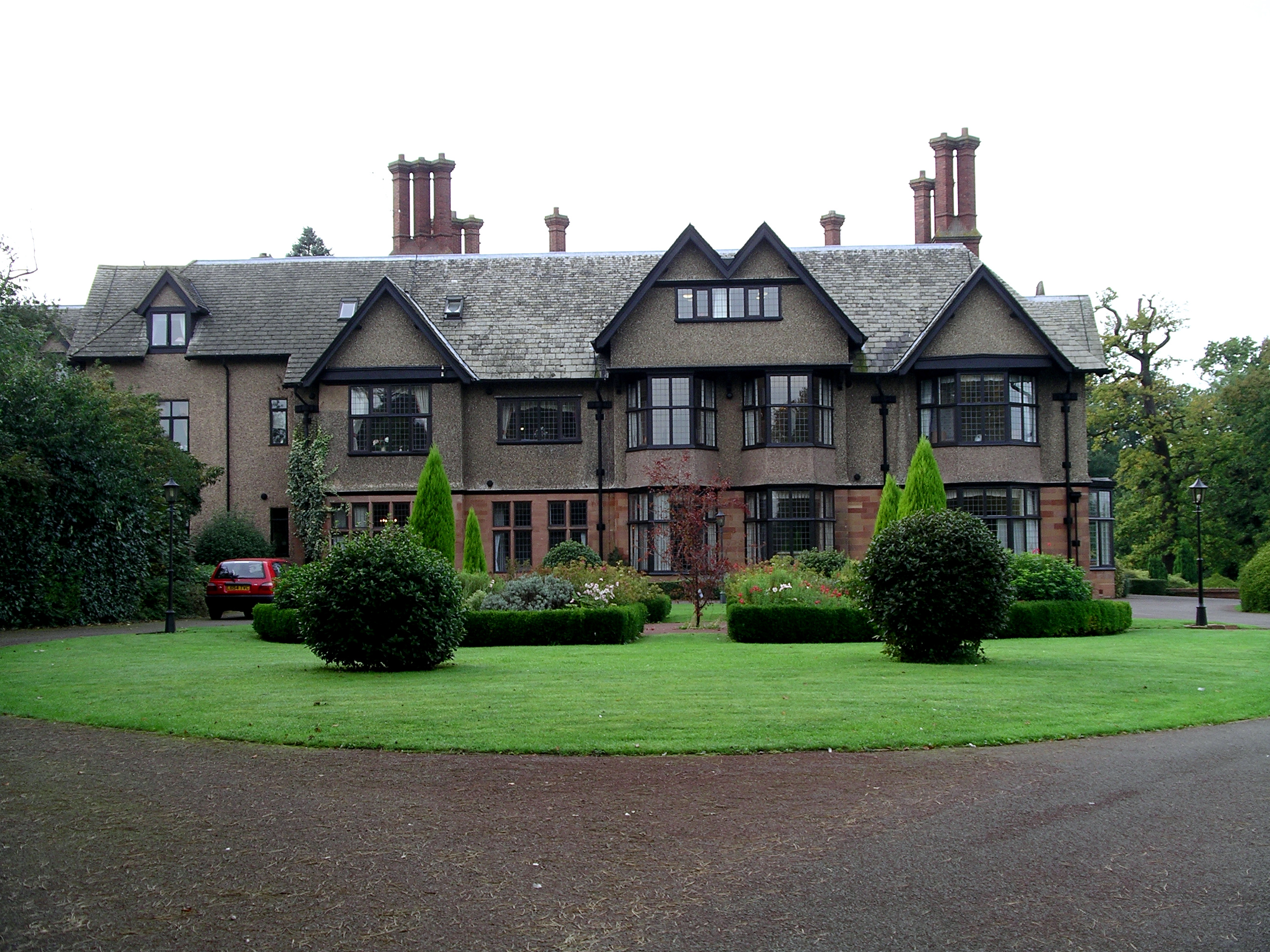
Gemeentehuis